# Эскортные авианосцы типа «Тайё»
Авианосцы типа «Тайё»  (яп. 大鷹型航空母艦 Тайё: гата ко:ку:бокан) — серия японских эскортных авианосцев периода Второй мировой войны. Переоборудовались из товаро-пассажирских лайнеров типа «Ниттамару» (яп. 新田丸型貨客船 Ниттамару гата какякусэн), реквизированных японским флотом, всего в 1940—1942 годах таким образом были получены три авианосца. Несмотря на сравнительно высокие характеристики, авианосцы типа «Тайё» на протяжении войны использовались лишь как учебные, либо для перевозки самолётов. Все три корабля этого типа были потоплены подводными лодками США в 1943—1944 годах.

## Представители
| Название  | Закладка        | Спуск на воду    | Вступление в строй               | Судьба                                      |
| --------- | --------------- | ---------------- | -------------------------------- | ------------------------------------------- |
| Тайё 大鷹 | 6 января 1940   | 19 сентября 1940 | 15 сентября 1941 31 августа 1942 | потоплен подлодкой «Решер» 18 августа 1944  |
| Унъё 雲鷹 | 9 мая 1938      | 31 октября 1939  | 31 марта 1940 31 мая 1942        | потоплен подлодкой «Барб» 16 сентября 1944  |
| Тюё 冲鷹  | 14 декабря 1938 | 20 мая 1939      | 31 июля 1940 25 ноября 1942      | потоплен подлодкой «Сейлфиш» 4 декабря 1943 |